# Up All Night (Razorlight)
Up All Night è l'album di debutto del gruppo indie anglo-svedese Razorlight, pubblicato il 28 giugno 2004. L'album raggiunse il terzo posto nella classifica delle vendite britanniche (Official Albums Chart). La maggior parte dell'album è stato prodotto e mixato agli Sphere Studios da John Cornfield.

## Tracce
Tutti i brani sono stati composti da Johnny Borrell se non diversamente indicato
1. "Leave Me Alone" – 3:50
2. "Rock 'n' Roll Lies" (Borrell, John Fortis/Razorlight) – 3:08
3. "Vice" – 3:14
4. "Up All Night" – 4:03
5. "Which Way Is Out" – 3:18
6. "Rip It Up" – 2:25
7. "Dalston" – 2:59
8. "Golden Touch" – 3:25
9. "Stumble & Fall" (Borrell, Björn Ågren/Razorlight) – 3:02
10. "Get It and Go" – 3:22
  - Non presente nella versione pubblicata negli Stati Uniti d'America.
11. "In the City" – 4:50
12. "Hang By, Hang By" - 3:34
13. "To the Sea" (Borrell, Ågren/Razorlight)– 5:31
14. "Somewhere Else" – 3:16
  - Bonus track nella versione pubblicata nel 2005.

## Singoli
1. "Rock 'n' Roll Lies" (18 agosto 2003)
2. "Rip It Up" (10 novembre 2003)
3. "Stumble and Fall" (26 gennaio 2004)
4. "Golden Touch" (14 giugno 2004)
5. "Vice" (13 settembre 2004)
  - "Rip It Up" è stata pubblicata nuovamente il 29 novembre 2004 come ultimo singolo della prima versione dell'album.
6. "Somewhere Else" (11 aprile 2005)
  - Bonus track nella versione pubblicata nel 2005..

## Dettagli
| Paese                 | Data di pubblicazione | Etichetta                  | Formato          | Catalogo                      |
| --------------------- | --------------------- | -------------------------- | ---------------- | ----------------------------- |
| Giappone              | 9 giugno 2004         | Universal International    | CD               | UICR-1032                     |
| Regno Unito           | 28 giugno 2004        | Vertigo Records            | Vinile           | 6 02498 67101 6               |
| Regno Unito           | 28 giugno 2004        | Vertigo Records            | CD               | 6 02498 66804 7               |
| Regno Unito           | 18 aprile 2005        | Mercury Records            | CD / bonus track | 6 02498 71043 2               |
| Stati Uniti d'America | 26 ottobre 2004       | Mercury, Universal Records | CD               | B0003362-02 / 6 02498 67156 6 |
| Stati Uniti d'America | 17 maggio 2005        | Mercury, Universal Records | CD / bonus track | B0004788-02 / 6 02498 71460 7 |